# Одцинкі-Дилевські
Одцинкі-Дилевські (пол. Odcinki Dylewskie) — село в Польщі, у гміні Могельниця Груєцького повіту Мазовецького воєводства.
Населення — 69 осіб (2011).
У 1975-1998 роках село належало до Радомського воєводства.

## Демографія
Демографічна структура станом на 31 березня 2011 року:
|          | Загалом | Допрацездатний вік | Працездатний вік | Постпрацездатний вік |
| -------- | ------- | ------------------ | ---------------- | -------------------- |
| Чоловіки | 37      | 11                 | 23               | 3                    |
| Жінки    | 32      | 5                  | 19               | 8                    |
| Разом    | 69      | 16                 | 42               | 11                   |